# Аллахвердиев, Эльшад Ахад оглы
Эльшад Ахад оглы Аллахвердиев (азерб. Elşad Əhəd oğlu Allahverdiyev; род. 27 июня 1973, Баку) — азербайджанский борец вольного стиля. Бронзовый призёр Всемирных военных игр 1999 года. Участник летних Олимпийских игр 1996 и 2000 гг. Тренер по вольной борьбе. 

## Биография
Родился 27 июня 1973 года в Баку. Борьбой начал заниматься в 1983 году под началом Хосрова Джафарова. В 1994 году принял участие в чемпионате Европы по борьбе, где занял 5 место. На следующем чемпионате Европы 1995 года занял только 11 место. Принял участие в чемпионате мира по борьбе 1995 года .